# Qudama Ibn Jaafar
Qudama Ibn Jaafar, de son nom complet Abû l-Faraj Qudâma Ibn Jaafar al-Kâtib al-Baghdâdî (arabe : أبو الفرج قدامة بن جعفر), est un fonctionnaire abbasside, philologue, historien, rhétoricien et critique arabe né vers 873 et mort entre 932 et 948. Il est considéré comme le fondateur de la critique arabe classique et un pionnier des études rhétoriques.
On sait peu de choses certaines sur la vie et l'œuvre de Qudama. Il serait né vers 873, dans une famille chrétienne de Bassorah. Il se convertit à l'islam entre 902 et 908 et occupa divers postes mineurs dans les diwans de l'administration califale de Bagdad avant d'être nommé en 910 au majlis al-zimâm, le "département du trésor" de l'administration abbasside. 
Des différentes œuvres qui lui sont attribuées, seules trois nous sont parvenues : 
- Le Kitâb al-Kharâj (Le Livre du kharâj), porte sur des questions techniques d'administration, de géographie, de divisions administrative, de perception des taxes, d'histoire, mais aussi de rhétorique. Seule une partie de l'ouvrage nous est parvenue, la partie traitant de la rhétorique étant perdue.
- Le Kitâb al-Alfâz (Le Livre des mots), qui contient une introduction sur les figures de rhétorique, et présente des synonymes et des phrases en prose rimée (saj' ) à l'usage des orateurs.
- Le Naqd al-shi'r (La Critique poétique), est le livre fondateur de la critique littéraire arabe.